# Jean-Claude D'Amours
Pour les articles homonymes, voir D'Amours.
Jean-Claude D'Amours (né le 19 décembre 1972 à Edmundston, Nouveau-Brunswick) est un homme politique canadien. En 2018, il est élu député à l'Assemblée législative du Nouveau-Brunswick pour la circonscription d'Edmundston-Madawaska-Centre.
Il est le député fédéral de Madawaska—Restigouche au Nouveau-Brunswick de 2004 à 2011.

## Biographie
Jean-Claude D'Amours est né le 19 décembre 1972 à Edmundston, au Nouveau-Brunswick. Il a obtenu plusieurs diplômes à l'Université de Moncton: C. Manag. (1997), B.A. Multi. (1997), C. Comp. (1998) et B. Com. (1998).
D'abord conseiller municipal pour la ville d'Edmundston, il a aussi été gestionnaire en développement et consultant financier.
Élu pour la première fois lors de l'élection de 2004, il a été membre des comités parlementaires en ressources humaines, développement social et en langues officielles. Réélu lors de l'élection de 2006, il a défait l'ancien ministre provincial Jean-Pierre Ouellet par une faible marge. 
En juin 2006, il s'est opposé à un projet albertain pour faire venir des travailleurs des provinces maritimes vers l'Ouest canadien, ce qui constituait selon lui un exode.